# Othello (film fra 1908)
 For alternative betydninger, se Othello (flertydig). (Se også artikler, som begynder med Othello)
Othello er en dansk stum komediefilm fra 1908 produceret af Nordisk Films Kompagni og instrueret af Viggo Larsen.
Filmen havde premiere i Danmark den 18. juni 1908 i Kinografen og i England i 1911.

## Handling
En skuespiller bliver antaget til at spille i Shakespeares skuespil Othello, men lever sig alt for meget ind i rollen, og det ender galt for ham.

## Medvirkende
- Carl Alstrup
- Poul Gregaard
- Jørgen Lund